# 新宿中央公園
新宿中央公園（日语：／）是東京都新宿區西新宿二丁目的新宿區立都市計畫公園。
面積8萬8065平方公尺，在新宿區內的綠地面積僅次於新宿御苑、明治神宮外苑、戶山公園，也是新宿區立公園中綠地面積最大的公園。

## 概要
西新宿摩天大樓群中珍貴的綠地。開園當時是電視劇與電影的拍攝地。公園北端有新宿區立環境學習情報中心與新宿區立區民藝廊複合設施Eco Gallery新宿。

## 歷史
- 1902年（明治35年） - 小西本店（後小西六寫真工業、現柯尼卡美能達）的照片用感光材料製造部門六櫻社的工廠竣工。
- 1963年（昭和38年） - 作為新宿副都心計畫的一環，工場遷離。
- 1968年（昭和43年）4月1日 - 開園，屬東京都立公園。
- 1975年（昭和50年）4月1日 - 新宿區移管。

## 主要設施
- 草場
- 兒童（ちびっこ）廣場
- 多功能運動場
- 新宿白糸瀑布
- 新宿尼加拉瀑布
- 東京都水道局（日语：東京都水道局）淀橋給水所（日语：淀橋給水所）

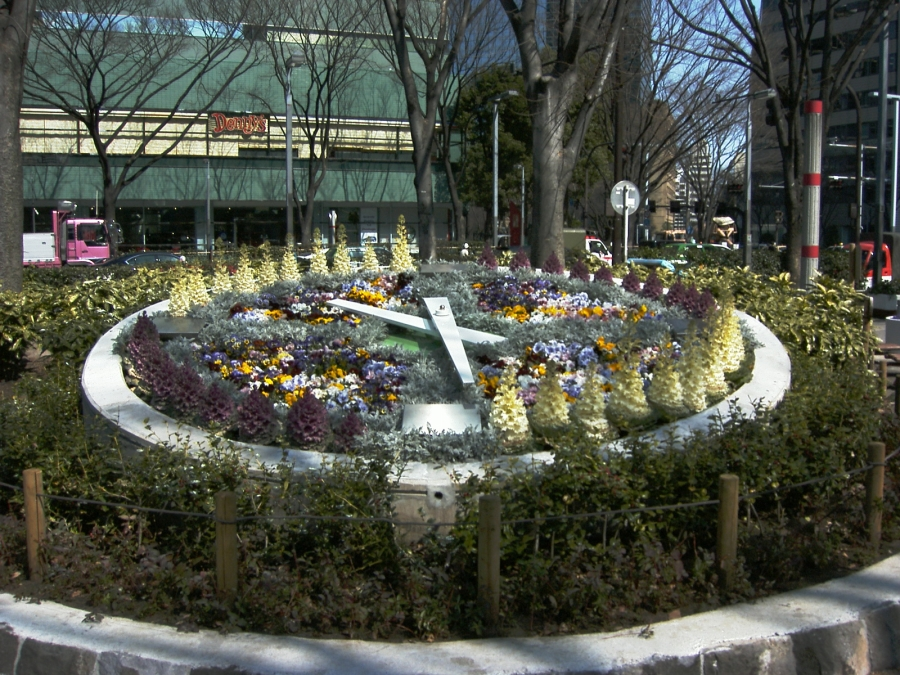
公園內的花鐘
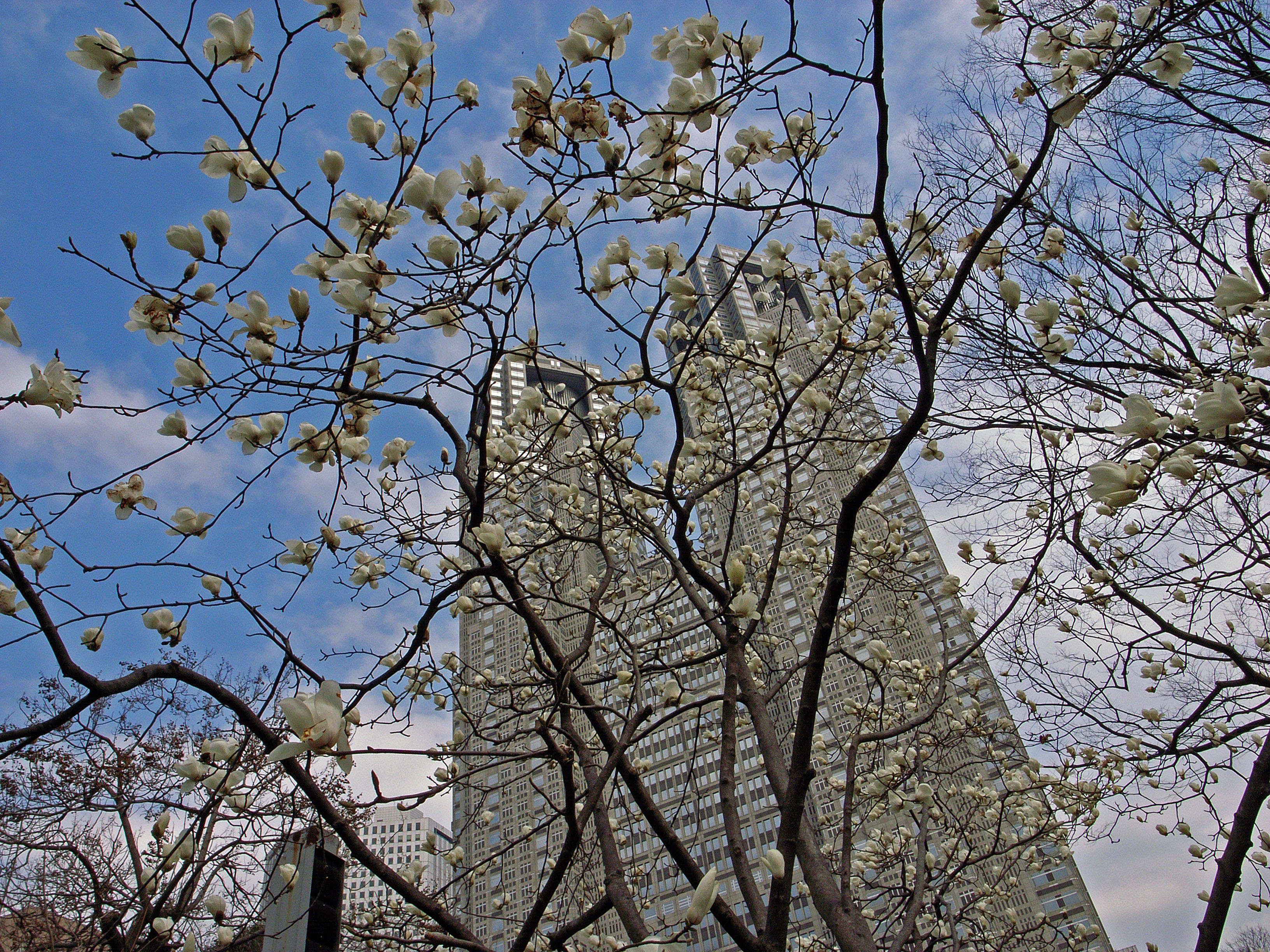
公園所見的都廳舍
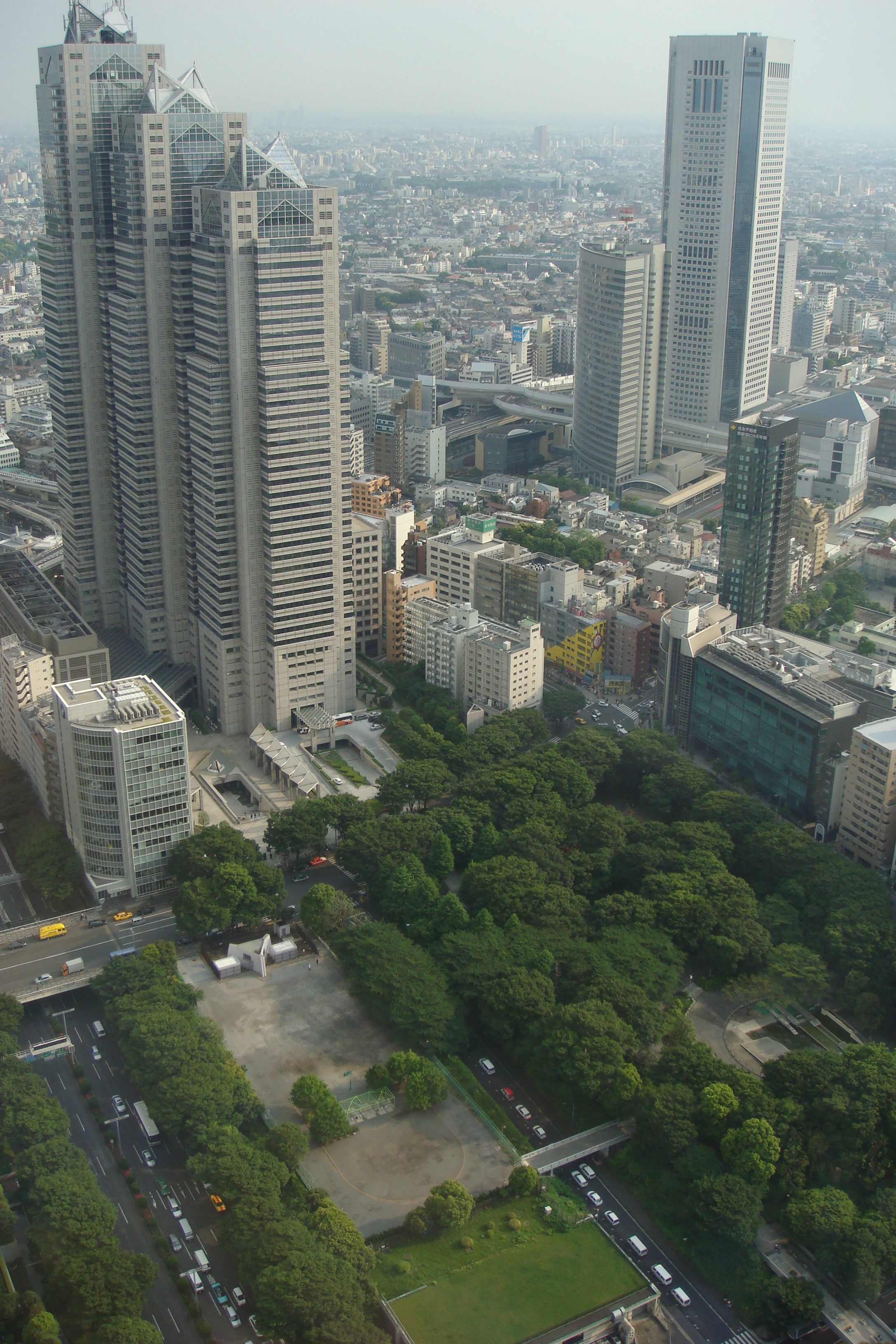
都廳舍眺望新宿中央公園
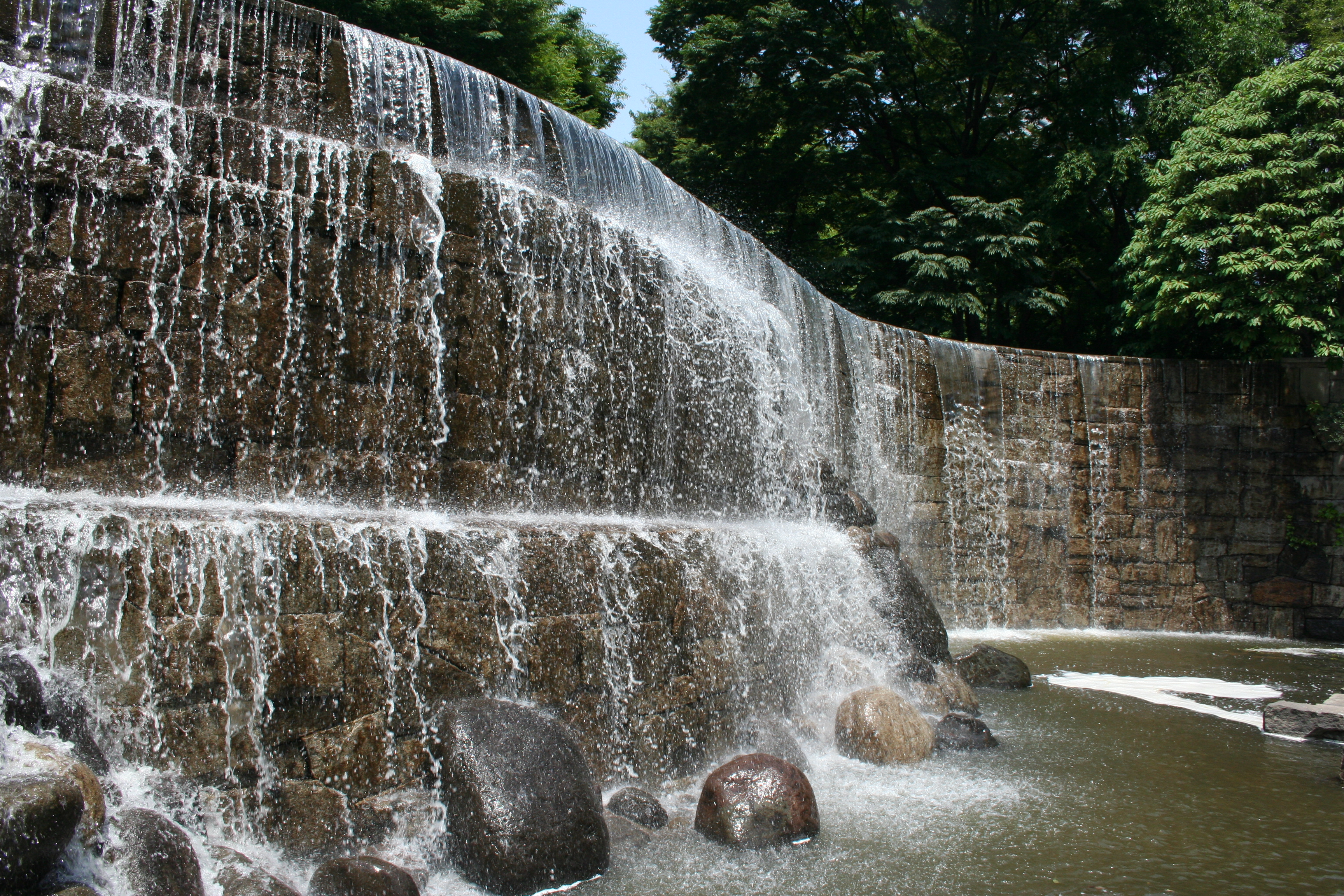
新宿尼加拉瀑布

## 交通方式等
- 都營大江戶線都廳前站步行1分。新宿站步行10分
- 全年開園。入園免費。

## 外部連結
- 新宿中央公園 （页面存档备份，存于）（新宿區網站）
- 新宿中央公園 （页面存档备份，存于）（指定管理者網站）